# Lisičić
Lisičić – wieś w Chorwacji, w żupanii zadarskiej, w mieście Benkovac. W 2011 roku liczyła 263 mieszkańców.